# Štefan Sádovský
Štefan Sádovský (13. října 1928 Vlkas – 17. června 1984 Bratislava) byl slovenský a československý politik Komunistické strany Slovenska, poslanec Slovenské národní rady a Sněmovny národů Federálního shromáždění a předseda vlády Slovenské socialistické republiky na počátku normalizace. Později byl vytlačen z politických funkcí.

## Život
V roce 1954 absolvoval Vysokou školu ekonomickou (dnešní Ekonomická univerzita v Bratislavě).
V září 1966 byl dodatečně zvolen poslancem Slovenské národní rady. V letech 1956–1968 se uvádí jako účastník zasedání Ústředního výboru Komunistické strany Slovenska.
Zastával i četné stranické posty v celostátní komunistické straně. XIII. sjezd KSČ ho zvolil za člena Ústředního výboru Komunistické strany Československa. Vysočanský sjezd KSČ v srpnu 1968 ho ve funkci potvrdil. V období červen 1966 – duben 1968 byl kandidátem předsednictva ÚV KSČ, od srpna 1968 do ledna 1970 členem předsednictva ÚV KSČ. V období únor 1967 – srpen 1968 byl také členem sekretariátu ÚV KSČ, přičemž na tento post se vrátil ještě od října 1969 do ledna 1970. Od února 1967 do srpna 1968 byl tajemníkem ÚV KSČ a od října 1968 do dubna 1969 členem Výkonného výboru předsednictva ÚV KSČ.
V prosinci 1967 se podílel jako tajemník ÚV KSČ na debatách okolo odstranění Antonína Novotného z postu prvního tajemníka ÚV KSČ, přičemž patřil ve vedení strany k protinovotnovskému táboru. Odchod Novotného následně otevřel od počátku roku 1968 cestu k pražskému jaru. V roce 1968 se účastnil vyjednávání o novém státoprávním uspořádání Československa a na podzim 1968 byl stoupencem rychlého procesu federalizace. V říjnu 1968 zasedl v nové vytvořeném osmičlenném Výkonném výboru Předsednictva ÚV KSČ, který vznikl jako nový, nejužší orgán vedení komunistické strany, jehož zřízení bylo i taktickým tahem vedoucím k oslabení nejaktivnějších reformistů v řadách KSČ.
Po provedení federalizace Československa jeho politická kariéra vyvrcholila. Hned v lednu 1969 usedl do Sněmovny národů Federálního shromáždění. Do federálního parlamentu ho nominovala Slovenská národní rada. Ve federálním parlamentu setrval do března 1971. Dne 8. března 1971 rezignoval na funkci poslance SNR, čímž ztratil mandát ve Sněmovně národů Federálního shromáždění.
Od 2. ledna byl předsedou první vlády Slovenské socialistické republiky (SSR) v rámci ČSSR (vláda Štefana Sádovského). Ve funkci setrval jen do 4. května 1969. Nešlo ale ještě o ústup z politického vrcholu. Na zasedání ÚV KSS 4. května 1969 byl totiž Sádovský zvolen za prvního tajemníka ÚV KSS a nahradil tak ve funkci Gustáva Husáka. V křesle premiéra SSR byl nahrazen Petrem Colotkou, vláda však po výměně premiérů vykonávala svůj mandát nadále.
Na přelomu let 1969–1970 se podílel na práci zvláštní komise ÚV KSČ, která projednávala korekce zákona o československé federaci a výsledkem jejíž činnosti bylo osekání původních kompetencí národních republik v duchu ožívajícího centralismu. Během zasedání předsednictva ÚV KSS v lednu 1970 se Sádovský snažil při prezentaci závěrů této komise distancovat od reformních názorů z roku 1968, kdy byl spojencem Gustáva Husáka.
V té době již ztrácel politický vliv. Historik Jan Rychlík ho řadí do skupiny centristů, kteří se sice udrželi ve vrcholné politice i po nástupu normalizace, ale pak s upevněním posrpnového režimu byli vytlačeni dogmatičtějšími funkcionáři. V lednu 1970 byl odvolán z postu prvního tajemníka ÚV KSS a nahrazen Jozefem Lenártem. V lednu 1970 zároveň skončil v Předsednictvu ÚV KSČ. Ani tentokrát to ještě nebyl úplný konec v politice. Sádovský totiž krátce (od února do prosince 1970) působil jako místopředseda vlády SSR.
Na funkci člena ÚV KSČ rezignoval v prosinci 1970. Na XIV. sjezdu KSČ v dnech 25. – 29. května 1971 již nebyl znovu zvolen do ústředního výboru strany. V roce 1971 byl v důsledku svých postojů z dob pražského jara vyloučen z KSČ a následně odešel z politického života.